# Опус (группа)
«Опус» (латыш. Opus) — советский вокально-инструментальный ансамбль из Риги под руководством Зигмара Лиепиньша. Песни исполнялись как на латышском, так и на русском языках.

## История
Коллектив был основан на базе ансамбля Modo в 1982 году. Причиной переименования послужил тот факт, что старым ансамблем изначально (до 1978 года) руководил Раймонд Паулс, и после его ухода публика всё равно продолжала ассоциировать коллектив с ушедшим руководителем. Новое название придумал солист Имант Ванзович, предложив на выбор «Параграф» и «Опус».
Фронтменами «Опуса» стали Мирдза Зивере и Имант Ванзович. Клипы с их участием неоднократно показывались на Центральном телевидении СССР. В «Утренней почте», среди прочего, был показан их совместный клип с Леонидом Ярмольником. С песней «Надо подумать» дуэт удостоился премии на фестивале «Песня-84». Также ансамбль принимал участие в музыкальном оформлении кинофильма Рижской киностудии «Нужна солистка» (1984).

## Участники ансамбля
- Зигмар Лиепиньш (латыш. Zigmars Liepiņš) — руководитель, композитор, клавишные
- Мирдза Зивере (латыш. Mirdza Zīvere) — вокал
- Имант Ванзович (латыш. Imants Vanzovičs) — вокал
- Каспар Димитерс (латыш. Kaspars Dimiters) — вокал, поэт (1983—1985)
- Олег Упениекс — ударные
- Гунтис Вецгайлис — бас-гитара
- Айварс Херманис — соло-гитара до 1985 г.
- Харийс Зариньш — соло-гитара с 1985 г.
- Улдис Мархилевич — клавишные до 1985 г.

## Дискография
- Песни З. Лиепиньша из к/ф «Нужна солистка» (1984)
- Ансамбль «Опус» (1985)
- Путешествие (1985)
- Високосный год. Песни Зигмара Лиепиньша (1987)